# Arqueología de Israel
La arqueología de Israel es de intensiva investigación en las universidades de la región y también atrae un considerable interés internacional a causa de la región bíblica que la liga.

## Períodos Arqueológicos
Los períodos arqueológicos del área han sido establecidos de la siguiente forma:
PERÍODO PREHISTÓRICO
Período Neolítico 8500-4300 a. C.
Período Calcolítico 4300-3300 a. C.
PERÍODO BÍBLICO
Período Canaanita (edad de bronce) 3300-1200 a. C. 
Edad de bronce temprana I (EB I) 3330-3050 a. C.
Edad de bronce temprana II-III (EB II-III) 3050-2300 a. C.
Edad de bronce temprana IV/Edad de bronce media I (EB IV/MBI) 2300-2000 a. C.
Edad de bronce media IIA (MB IIA) 2000-1750 a. C.
Edad de bronce media IIB (MB IIB) 1800-1550 a. C.
Última edad de bronce I-II (LB I-II) 1550-1200 a. C.
Período Israelita (edad de hierro) 1200-539 a. C. 
Edad de hierro I (IA I) (jueces) 1200-1000 a. C.
Edad de hierro IIA (IA IIA) (Monarquía Unida) 1000-925 a. C.
Edad de hierro IIB-C (IA IIB-C) (Monarquía dividida) 925-586 a. C.
Edad de hierro III (período Neo-Babilónico) 586-539 a. C.
Período Persa 539-333 a. C.
PERÍODO CLÁSICO
Período Helenístico 333-165 a. C.
Período Maccabeo/Hasmoneano 165-63 a. C.
Período Romano 63 A.C.-330 d. C. 
Período Romano Temprano (Período Herodiano) (Período del Nuevo Testamento) 63 a. C.-70 d. C.
Período Romano Medio(Período de Yavne) 70-135 d. C.
Último Período Romano (Período de Mishnaic) 135-200 d. C.
Último Período Romano (Período Talmúdico) 200-330 d. C.
Período Bizantino 330-638 d. C.
PERÍODO ISLÁMICO
Período del Califato Árabe 638-1099 d. C.
Período de Umayyad 638-750 d. C.
Período de Abbasid 750-1099 d. C.
Período de los Cruzados 1099-1244 d. C.
Período del Reino de Jerusalén 1099-1187 d. C.
Período de Ayyubid 1187-1244 d. C.
(Período de Mamluk 1244-1291 d. C.) 
Período de Mamluk 1244-1517 d. C.
Período Otomano1517-1917 d. C.
PERÍODO MODERNO
Período del Mandato Británico 1917-1948 d. C.
Período Israelí 1948-Presente

## Sitios arqueológicos
- Tsipori (Sepphoris) Universidad Hebrea en Jerusalén
- Yavne (Iamnia) Universidad de Tel-Aviv

## Excavaciones actuales
Mapas AAI de las excavaciones actuales en Israel

### Período Cananita
- Canaán
- Antiguo Egipto
- Edad del Bronce

- Último Año II de Bronce como período de disminución, malestar, desastre y migración
- Israel Antiguo en Canaán

### Período Romano
- Galilea en el Período Romano, la inmensa mayoría de habitantes eran judíos. A veces se llevaban bien y también peleaban

- Datos: Q2916356
- Multimedia: Archaeology in Israel / Q2916356